# Apiocera septentrionalis
Apiocera septentrionalis är en tvåvingeart som beskrevs av Paramonov 1953. Apiocera septentrionalis ingår i släktet Apiocera och familjen Apioceridae. Inga underarter finns listade i Catalogue of Life.